# Fabio De Masi
Fabio De Masi (ur. 7 marca 1980 w Groß-Gerau) – niemiecki polityk, działacz partyjny, deputowany do Parlamentu Europejskiego VIII i X kadencji, deputowany do Bundestagu. Posiada również obywatelstwo włoskie.

## Życiorys
Ukończył ekonomię na Uniwersytecie w Hamburgu. Kształcił się następnie w zakresie stosunków międzynarodowych i gospodarczych na Uniwersytecie Kapsztadzkim oraz w berlińskiej HWR. Pracował jako doradca polityczny posłów Die Linke, był asystentem Sahry Wagenknecht, wiceprzewodniczącej parlamentarnej grupy. Został również sekretarzem politycznym wewnątrzpartyjnej platformy Socjalistyczna Lewica.
W 2014 otrzymał 6. miejsce na liście krajowej Die Linke w wyborach europejskich, uzyskując mandat eurodeputowanego VIII kadencji.
W wyborach w 2017 został natomiast wybrany w skład Bundestagu, w którym zasiadał do 2021. W 2022 opuścił Die Linke, a w 2024 związał się z Sojuszem Sahry Wagenknecht. W tym samym roku z jego ramienia uzyskał mandat posła do PE X kadencji.